# Contre-lettre
Une contre-lettre est un document secret signé par les parties à une entente, et venant modifier ou annuler cette entente en tout ou en partie, afin de cacher certains faits aux tiers, et ainsi de créer une simulation ou de déguiser un acte (par exemple, déguiser une donation en vente).
Toute contre-lettre doit être accompagnée d'un contrat déclaré, qui est destiné à définir les conditions connues au grand jour.

## Dispositions légales enFrance
Hormis les dispositions de l'article 1321-1 du Code Civil visant les contre-lettres destinées à dissimuler en tout ou partie le prix de vente d'un fonds de commerce ou d'un immeuble ou le prix de cession des clientèles, il n'est pas illégal de conclure un tel accord.
Quand elle est contraire à ces dispositions, la contre-lettre est frappée de nullité, seul le contrat déclaré continue à produire ses effets entre les parties et vis-à-vis des tiers. Cette nullité est une nullité absolue et les dispositions de l'article 1321-1 du Code civil sont d'ordre public.

## Dispositions légales auQuébec
La simulation et la contre-lettre sont permises aux articles 1451 et 1452 du Code civil du Québec.
Toute contre-lettre produite dans le but de faire d'une manière dissimulée ce que la loi interdit est d'une nullité absolue. De plus toute contre-lettre doit respecter les exigences de la bonne foi prévue à l'article 7 du Code civil du Québec.